# Os Menotti no Som
Os Menotti no Som é o quarto álbum de estúdio da dupla César Menotti & Fabiano, lançado em 1 de abril de 2016 pela Som Livre. Nesse álbum os irmãos apresentam um trabalho mais voltado ao sertanejo universitário. Produzido por Dudu Borges, o que ajudou a conferir ao álbum um som mais moderno e atual, porém mantendo a identidade da dupla. O CD traz 13 faixas, incluindo "Tô Mal", lançada como primeiro single, a participação especial da cantora Marília Mendonça na faixa "Brindando o Fracasso" e a regravação da faixa "Caranguejo", de Latino.

## Lista de Faixas
| N.º            | Título                                          | Compositor(es)                                                                  | Duração |  |
| 1.             | "Chandon"                                       | César Menotti Dudu Borges Euler Coelho Fabiano Felipe Oliver Filipe Escandurras | 3:02    |  |
| 2.             | "Cachorro de Rua"                               | Fred Liel C. Menotti Débora Xavier Márcia Araújo                                | 3:21    |  |
| 3.             | "Gordinha"                                      | Guilherme Rosa Luiz Henrique Renato Farhat                                      | 2:53    |  |
| 4.             | "Tô Mal"                                        | Júnior Angelim                                                                  | 2:59    |  |
| 5.             | "Falar é Fácil"                                 | D. Borges Fabiano F. Oliver F. Escandurras                                      | 3:22    |  |
| 6.             | "Brindando o Fracasso" (part. Marília Mendonça) | C. Menotti Paula Mattos M. Araújo                                               | 3:42    |  |
| 7.             | "Lance Certeiro"                                | Diego de Souza E. Coelho Juliano de Freitas                                     | 2:39    |  |
| 8.             | "Nem Amantes, Nem Amigos"                       | Maraisa Juliano Tchula Marília Mendonça                                         | 3:35    |  |
| 9.             | "Love Love You"                                 | F. Oliver Matheus Aleixo                                                        | 2:47    |  |
| 10.            | "Pensa Que Deu Bão"                             | C. Menotti D. Souza J. Freitas                                                  | 3:00    |  |
| 11.            | "Seu Patrão"                                    | C. Menotti D. Borges E. Coelho                                                  | 3:01    |  |
| 12.            | "Caranguejo ((I Just) Died in Your Arms)"       | Nick Van Eede Versão: Latino                                                    | 3:01    |  |
| 13.            | "Colo de Algodão"                               | Douglas Cezar Samuel Deolli                                                     | 3:35    |  |
| Duração total: | Duração total:                                  | Duração total:                                                                  | 40:57   |  |